# سیخک‌دراز نوک‌کلفت
سیخک‌دراز نوک‌کلفت (نام علمی: Rhynchophanes mccownii)، که قبلاً سیخک‌دراز مک‌کون نامیده می‌شد، یک پرندهٔ کوچک تغذیه‌کنندهٔ زمینی از خانواده Calcariidae است که شامل سایر سیخک‌دراز و زردپره برفی نیز می‌شود. در آمریکای شمالی یافت می‌شود و تنها گونه از سردهٔ Rhynchophanes است.

## پراکندگی
سیخک‌دراز نوک‌کلفت در چمنزارهای کوتاه در ایالت‌های شمال غرب دشت بزرگ در جنوب استان‌های دشت کانادا آشیانه می‌سازد. آنها عمدتاً در تگزاس و شمال مکزیک زمستان را می‌گذرانند. به‌طور تصادفی در سایر نقاط آمریکای شمالی دیده می‌شود.